# Hijab

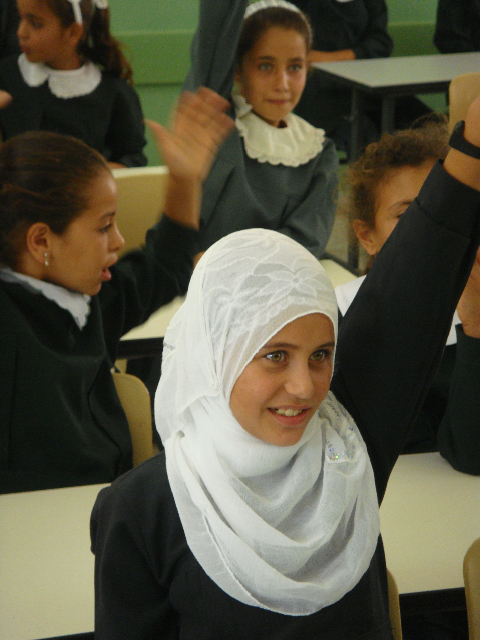
Bambina che indossa un hijab

Il termine hijab (in arabo ﺣﺠﺎب‎?, ḥijāb, pronuncia /ħiˈʒæːb/, derivante dalla radice ḥ-j-b, "rendere invisibile, celare allo sguardo, nascondere, coprire") indica qualsiasi barriera di separazione posta davanti a un essere umano, o a un oggetto, per sottrarlo alla vista o isolarlo. Acquista quindi anche il senso di "velo", "cortina" o "schermo".
Di norma, però, il termine ḥijāb viene usato in riferimento a un particolare capo di abbigliamento femminile, il velo islamico, e in particolare a quella foggia di velo che adempie almeno alle norme minime di velatura delle donne, così come sancite dalla giurisprudenza islamica. In questa voce, perciò, si farà riferimento in generale al tema della velatura delle donne nell'Islam.
È considerato un abbigliamento simbolo di sottomissione e oppressione della donna nel mondo islamico.

## Storia

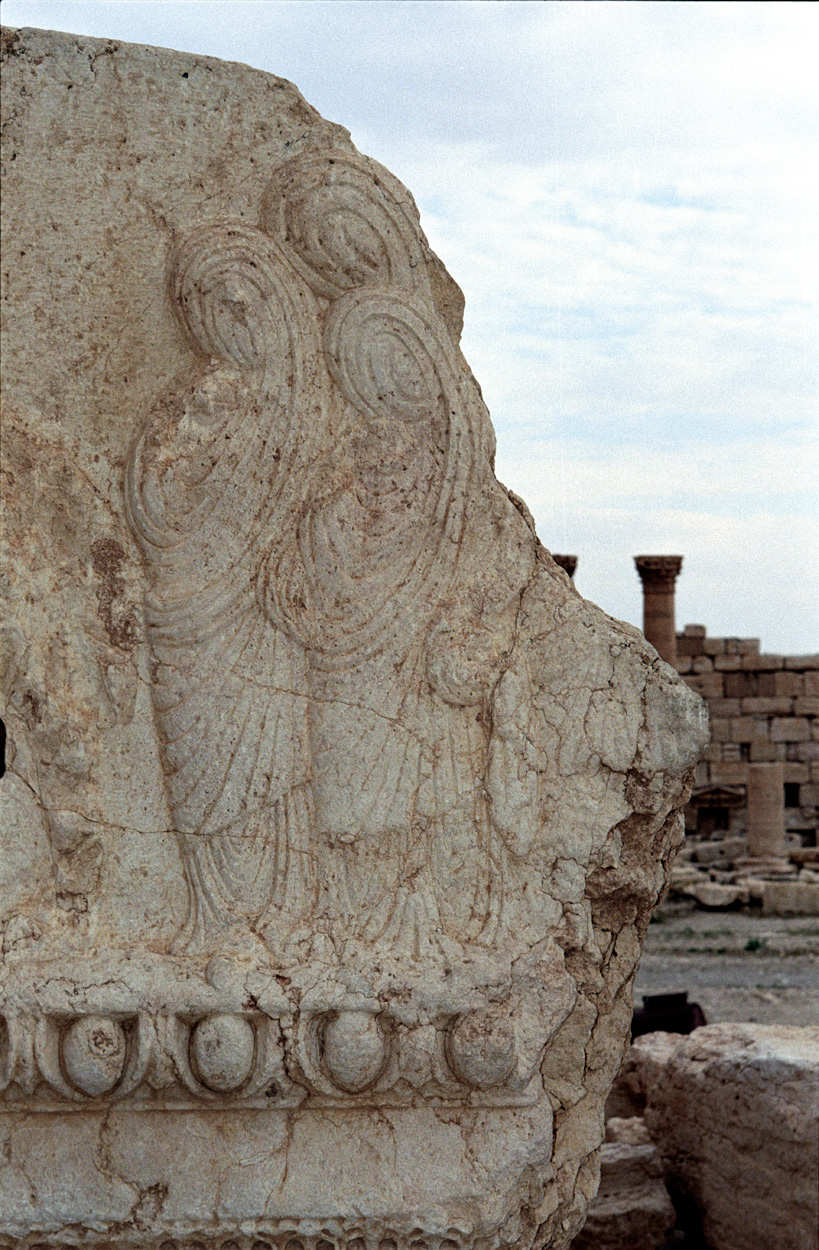
Rilievo raffigurante donne arabe coperte dal velo integrale in epoca abbondantemente precedente la comparsa dell'Islam. Palmira, Siria, Tempio di Baal (I secolo)

Ciò che in Occidente viene chiamato "velo", ed erroneamente alcuni pensano essere stato introdotto dall'Islam, esiste in realtà ben prima di esso. Una legge del XII secolo a.C. nella Mesopotamia assira, sotto il regno del sovrano Tiglatpileser I (1114 a.C.-1076 a.C.), rendeva già obbligatorio portare il velo in pubblico a ogni donna sposata. Esso appariva anche nel mondo greco: un esempio, fra gli altri, si ha in un passo dell'Iliade, nel quale la dea Era, decisa a uscire dalla sua reggia sull'Olimpo per recarsi sul Monte Ida, si veste di tutto punto e, prima di indossare i calzari, avvolge intorno alla testa "una leggiadra / e chiara come sole intatta benda" (Libro XIV, 184, traduzione di Vincenzo Monti): si tratta del κρήδεμνον (krédemnon, "ciò che cinge il capo"), un velo sottile che, posato sui capelli, scendeva fin sulle spalle e con uno dei lembi poteva coprire anche il viso. Il krédemnon era una variante del κάλυμμα (kálumma, dal verbo καλύπτω, nascondo), il velo usato dalle spose.
Questa situazione si riscontrava in tutto il Mediterraneo, tanto che ancora nel Medioevo si hanno notizie di tre donne (Accursia, Bettisia Gozzadini e Novella d'Andrea) che nel XIII e XIV secolo ebbero la possibilità di tenere lezioni di Diritto all'Università di Bologna, ma soltanto a condizione che tenessero il corpo e il volto completamente velati per non distrarre gli studenti.
Nella Penisola araba preislamica la situazione delle donne era notevolmente contraddittoria: non pare vi fossero norme istituzionalizzate, in forza delle quali esse potessero reclamare precisi diritti. Da un canto, le bambine potevano occasionalmente essere sotterrate vive per motivi che ci sono rimasti oscuri ma che sembrano coinvolgere la sfera religiosa, d'altro canto le donne godevano nondimeno di vasti privilegi in campo coniugale: poliandria mirante alla procreazione di fanciulli sani in caso di impotenza del primo marito, possibilità di ripudio del marito e matrimoni a tempo predeterminato (mut'a), per il quale era assolutamente prescritto il libero consenso della donna e in base al quale l'eventuale figlio della coppia rimaneva al padre, che se ne assumeva ogni onere economico. Troviamo donne imprenditrici e notevolmente attive in campo politico (in passato si parlava non episodicamente di "regine degli Arabi").
A ridosso della nascita dell'Islam, alcuni di questi istituti giuridici non risultano essere stati più validi: segno probabile di una rivalsa virile a discapito del ruolo muliebre: è probabile che l'uso del velo, in questo periodo, fosse comunque abbastanza diffuso, sia pur non generalizzato come in seguito con l'affermarsi dell'Islam.
Secondo alcuni sociologi, con l'avvento dell'Islam il velo diviene il simbolo di una ritrovata dignità femminile, dal momento che la donna diventa soggetto di alcuni precisi diritti (al mahr, ad esempio, una quota di beni o denaro obbligatoriamente versata dall'uomo a tutela dell'eventuale vedovanza o di un ripudio subito, senza dimenticare il diritto all'eredità, per quanto normalmente determinata nella metà della quota-parte riservata al maschio avente pari titolo giuridico); secondo altri (come Monica Lanfranco e Maria Di Rienzo), l'obbligo del velo manifesta invece la subordinazione della donna rispetto all'uomo, vista come una sua proprietà e quindi costretta a nascondere il proprio capo a tutti gli altri uomini - ma non a quelli della propria famiglia. La religione islamica chiede inoltre alle donne che si convertono di velarsi per essere distinte dalle non musulmane.
Rimane un dato storico incontrovertibile, che l'uso del velo non sia cioè una pratica esclusivamente e specificamente musulmana, ma semmai araba e anteriore all'Islam, diffusa anche in varie altre culture e religioni, tra le quali il Cristianesimo orientale e in generale il mondo bizantino. Il suo scopo principale era quello di segnalare le differenze sociali, indicare le donne che dovevano essere oggetto di un particolare rispetto, e spesso marcare la differenza tra sacro e profano.

## Ilḥijābnel Corano

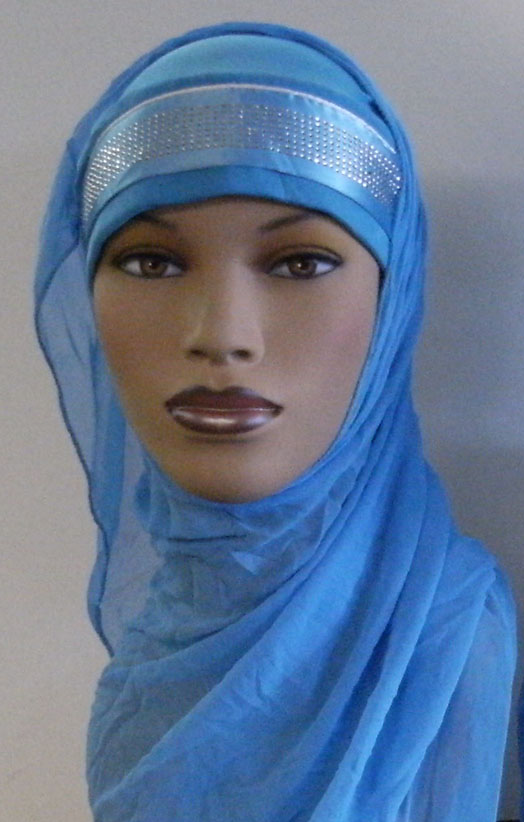
Un ḥijāb che copre capelli, fronte, orecchie e nuca

I passaggi del Corano che normalmente vengono citati a proposito del precetto di indossare il velo sono, in particolare, l'āya 31 della sūra XXIV (al-Nūr, "La luce")
e l'āya 59 della sura XXXIII (al-Aḥzāb, "Le fazioni alleate")
I termini che vengono utilizzati in questi versetti in riferimento all'abbigliamento sono due:
1. Il nome utilizzato per indicare il velo nella sūrat al-Nūr è khumūr (plurale di khimār), la cui radice <kh-m-r> significa "velare, celare, occultare qualche cosa". Nel vocabolario arabo-italiano di Renato Traini, pubblicato dall'Istituto per l'Oriente (Roma 1966–1973), alla voce "khimār" si legge: «Velo che copre il capo e la faccia della donna» e nell'Arabic-English Lexicon di E. Lane: «A woman's muffler, or veil, with which she covers her head and the lower part of her face, leaving exposed only the eyes» ("uno scialle o velo, con cui la donna si copre il capo e la parte inferiore del viso, lasciando scoperti solo gli occhi").
2. Nella surat al-Aḥzāb, il termine è jalābīb (plurale di jilbāb), la cui radice quadrilittera significa "indossare, essere rivestito di qualche cosa".[6] Nel vocabolario arabo-italiano di Traini, alla voce "jilbāb" si legge semplicemente: «Indumento femminile», e in quello di E. Lane leggiamo: «A shirt [...] that envelopes the whole body» ("Una camicia che ricopre l'intero corpo"). Secondo i commentari del Corano (tafāsīr), il jilbāb ricopre anche il capo, e per molti dotti anche il viso.

La parola ḥijāb, invece, la più usata oggigiorno in riferimento al velo islamico, appare in sette versetti del Corano, ma in modo meno specifico, dato che si riferisce sempre - salvo un caso - a una cortina, una tenda, dietro alla quale può avvenire la rivelazione del Corano stesso. In particolare:
(XLII,51)
(XVII,45)
(XXXIII,53)
Questa separazione, inizialmente riservata alle mogli del profeta Maometto, in seguito sarebbe stata estesa alle donne musulmane libere. L'imposizione di rivolgersi alle mogli del Profeta da dietro un ḥijāb aveva quasi certamente in origine motivazioni di protocollo, e solo più tardi venne preso a pretesto per giustificare forme generalizzate di segregazione sessuale, del tutto sconosciute all'Islam dell'epoca di Maometto.
In un solo caso nel Corano ḥijāb indica un velo inteso come capo di abbigliamento. Si tratta di
(XIX,16-17)
In sintesi, dunque, i giuristi musulmani designarono ben presto con il termine generico ḥijāb tutto ciò che dissimula o copre il corpo delle donne al fine di preservarne il pudore. Ḥijāb è il termine comunemente più utilizzato per designare il "velo" della donna musulmana, anche se nel Corano altri due termini (khimār e jilbāb) lo definiscono in modo più preciso, specificando come esso dovrebbe coprire il capo della credente e a parere di molti anche il volto.
Secondo molti musulmani praticanti, per quanto riguarda l'abbigliamento femminile le principali fonti del diritto islamico, cioè il Corano e la Sunna, prescriverebbero senza alcun dubbio l'obbligo di indossare il velo. Anche tra gli assertori della obbligatorietà del velo, tuttavia, esistono due differenti linee di interpretazione dei testi: una ritiene che la donna possa mostrare il proprio viso (anche se si giudica più meritevole celarlo davanti agli estranei), l'altra afferma che sia comunque tenuta a coprirlo. Evidentemente, le donne musulmane che seguono quest'ultima interpretazione non la ritengono una tradizione culturale locale o invalsa solo col tempo e a motivo di presunti influssi di altre tradizioni sulla civiltà musulmana, bensì di un insegnamento appartenente in pieno all'Islam.

## Eliminazione del velo
In Egitto, si considera che la prima contestazione riguardante l'asserita obbligatorietà d'indossare un velo abbia avuto luogo verso la fine del XIX secolo: Qāsim Amīn, che apparteneva allora alla corrente di pensiero "modernista" (più correttamente, iṣlāḥī, "riformatrice"), che cercava d'interpretare l'Islam per renderlo compatibile con i processi di modernizzazione della società egiziana in particolare, si espresse a favore dell'evoluzione dello status della donna nella sua opera Taḥrīr al-marʾa (La liberazione della donna, pubblicata nel 1899). Si dichiarò in particolare a favore dell'istruzione femminile, della riforma della procedura di divorzio (nel diritto islamico: ṭalāq) e della fine dell'uso del velo e della segregazione muliebre.
A quei tempi, Qāsim Amīn si riferiva al velo facciale (burqu: velo di mussolina bianca che ricopre il naso e la bocca) che portavano le donne di classe agiate urbane, fossero esse cristiane o musulmane. Il ḥijāb d'allora era effettivamente legato all'isolamento delle donne. Si considera generalmente che fu da quel momento che il ḥijāb cessò dall'essere il simbolo d'uno status sociale e di ricchezza per divenire simbolo di arretratezza e di posta in gioco sociale, politica e religiosa.
Nel 1923 Hoda Sha'rawi, considerata come una delle prime femministe, si libera dal suo velo facciale di ritorno da un incontro femminista svoltosi a Roma, lanciando in tal modo, insieme con molte altre donne, un movimento di "svelamento" che sarà chiamato in arabo al-sufūr.
In Turchia e in Iran, l'abolizione del velo fu imposta all'inizio del XX secolo da Mustafa Kemal Atatürk e dallo Shah d'Iran, che videro l'adozione dell'abbigliamento occidentale come un segno di modernizzazione. In Tunisia, Habib Bourguiba vietò il velo nell'amministrazione pubblica e sconsigliò fortemente alle donne di portarlo in pubblico. In Marocco, all'avvento dell'indipendenza, il re Mohammed V, padre di Hassan II e nonno dell'attuale sovrano Mohammed VI, chiese a sua figlia di togliersi il velo in pubblico, come simbolo della liberazione della donna. Tuttavia in presenza del re, le deputate si videro obbligate a coprire i loro capelli in segno di rispetto per la tradizione. Nel corso degli ultimi anni della guerra d'Algeria, i francesi organizzarono cerimonie di "svelamento" collettivo, miranti a dimostrare l'opera civilizzatrice della Francia in Algeria, a favore dell'emancipazione delle donne algerine. Negli anni sessanta portare il velo divenne un fenomeno estremamente minoritario nella maggior parte dei paesi arabi (con l'eccezione dei paesi che si rifacevano al pensiero del wahhabismo e a una rigida visione antiquaria dell'Islam).

## Senso contemporaneo

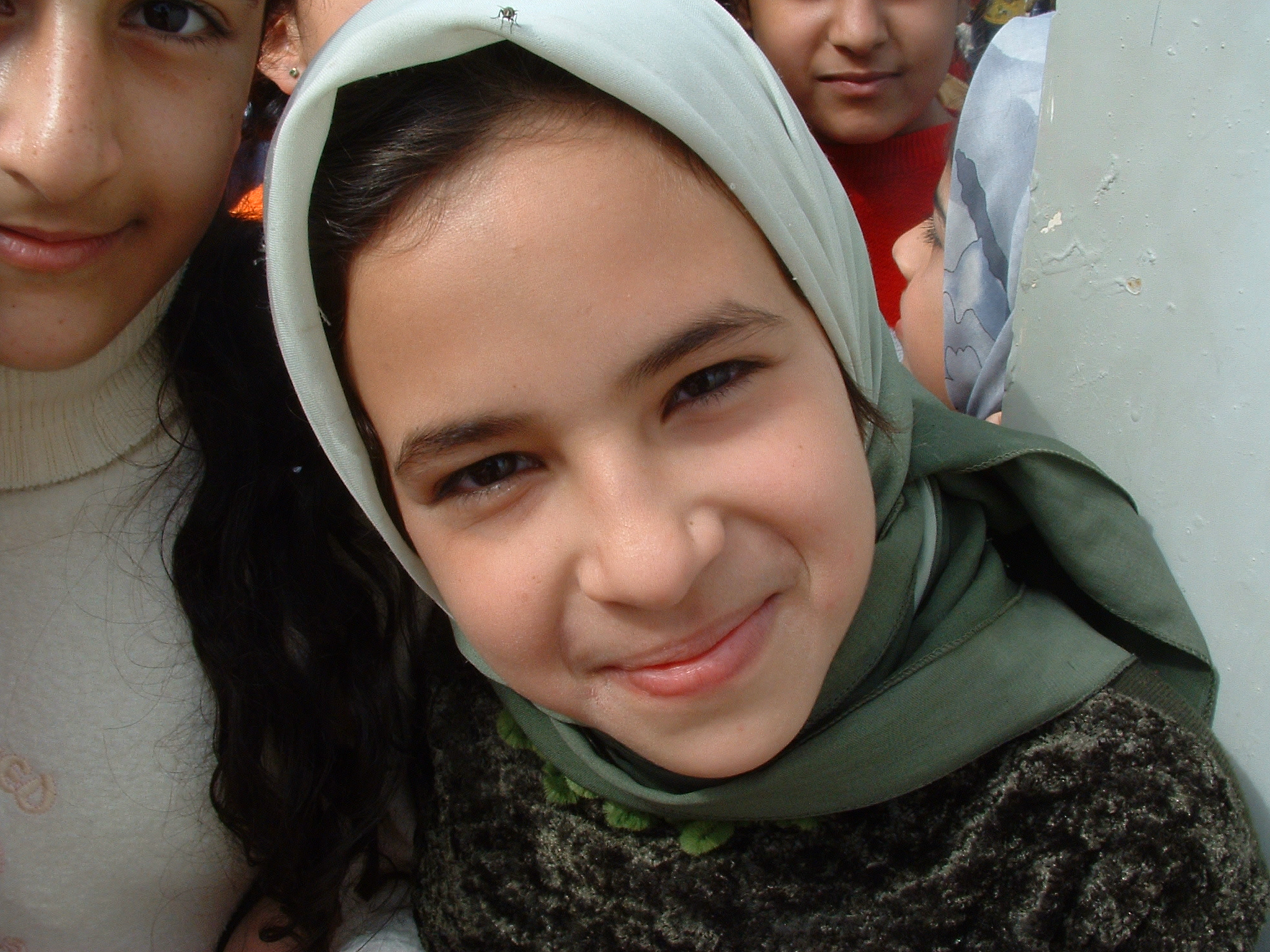
Ragazza irachena con hijab

Attualmente la maggior parte degli autori è concorde nell'includere il tema del ḥijāb nell'ambito dello zay al-sharʿī, il "vestito secondo la shari'a". Esso indica, in prima battuta, l'abbigliamento femminile che gli integralisti musulmani hanno preso ad adottare a partire dagli anni Settanta e che consiste in una tenuta lunga e ampia, il jilbāb, di colore sobrio, e di un velo, il khimār, del pari di colore sobrio, che ricopre interamente i capelli delle donne, il loro collo, le spalle e il petto, in modo tale che - conformemente alla pretesa legge islamica - non appaiano altro che le mani e il viso.
L'obbligo di velarsi è oggi controverso, ma generalmente dedotto da un insieme di versetti già esposti del Corano e di ḥadīth del profeta Maometto. Non si trova traccia d'una tale controversia nei testi degli ʿulamāʾ e degli esegeti (mufassirūn) antichi. Il soggetto del loro disaccordo era piuttosto quello di appurare se il velo fosse obbligatorio per coprire o meno il volto delle donne. L'obbligo di nascondere le altre parti del corpo (escluso il viso, le mani e i piedi per alcuni) è del pari riportato nei libri consacrati al tema del consenso (ijmāʿ), come quello di Ibn Ḥazm (XI secolo), i Marātib al-ijmāʿ (I gradi del consenso).
Il ḥijāb, secondo l'Islam più tradizionalista, è dunque manifestazione di una condotta di vita conforme alle descrizioni coraniche che impongono modestia e pietà, laddove per gli antislamisti (ma anche per diversi esponenti di un Islam meno passatista) esso sarebbe soltanto un segno di sottomissione muliebre all'uomo, il che, secondo l'Islam, costituirebbe un peccato, visto che nella religione islamica la sottomissione è unicamente dovuta a Dio.
Il ḥijāb può anche costituire il segno ostentato del rifiuto dell'"occidentalizzazione" (tagharrub) e della globalizzazione determinata dall'Occidente, in grado di eliminare in breve tempo le differenze e le specificità identitarie. In tal modo il ḥijāb può acquistare talvolta una nuova valenza e il suo uso non si limita più sempre e necessariamente all'ambito culturale, ideologico e religioso del fondamentalismo islamico, ma si estende anche a chi intende sottolineare una differenza anche estetica con l'Occidente, sulla falsariga di quanto avvenuto con l'abolizione della cravatta in ambito iranico post-rivoluzionario.

## Legislazione nei Paesi dell'Unione Europea
Il divieto introdotto in diversi Paesi dell'Unione europea (primo fra tutti la Francia, nel 2010, seguita da altri fra cui il Belgio, l'Italia, l'Austria, i Paesi Bassi e recentemente, nel 2018, la Danimarca) di indossare in pubblico il velo islamico non riguarda tanto il ḥijāb quanto invece il burqa (che copre il viso e il corpo integralmente) e il niqab (che lascia visibili solo gli occhi), La legge italiana già prevedeva che in pubblico e per qualsiasi evenienza dovesse essere possibile riconoscere le persone. 
Tuttavia, nel 2017, una delibera della Corte di Giustizia Europea con sede a Lussemburgo ha consentito ai datori di lavoro di proibire - qualora lo ritengano opportuno o necessario - alle proprie dipendenti di religione islamica di indossare il ḥijāb durante l'orario lavorativo. La delibera reca questa precisazione: «Una regola interna che proibisca di indossare in modo visibile qualsiasi segno politico, filosofico o religioso non costituisce diretta discriminazione».